# Хананума Масакити
Хананума Масакити (яп. 花沼 政吉; 1832—1895) — японский скульптор.

## Биография
Родился в 1832 году. Работал скульптором.
В 1885 году, полагая, что он умирает от туберкулеза, Хананума создал собственное скульптурное изображение в натуральную величину — как подарок женщине, которую он любил. Однако художник умер только спустя десять лет в нищете.
Скульптура сделана только с использованием дерева — дощечек и колышков, скреплённых клеем. Хананума скрупулезно воссоздал поверхность своего тела до самых мелких подробностей — каждую мышцу, вену, выпирающую кость. Затем, сделав в статуе мельчайшие отверстия, поместил туда свои волосы, бороду, брови и ресницы, а также ногти и зубы. Анатомически правильные глаза художник сделал из стекла. В разных источниках сообщается от 2000 до 5000 деревянных деталей скульптуры.
Статуя в 1934 году была приобретена Робертом Рипли и находилась в собственном доме в Калифорнии до его смерти в 1949 году. После этого скульптура мигрировала по разным музеям до тех пор, пока не очутилась в Лос-Анджелесе, где была повреждена в результате землетрясения 1994 года.